# Ann-Britt Averbo
Ann-Britt Gustavsson Averbo, född 2 september 1952 i Sankt Nicolai församling Örebro, känd som handbollsspelare under sitt flicknamn Gustavsson, är en tidigare svensk landslagsspelare i handboll.

## Klubbkarriär
Ann-Britt Averbo började spela handboll i IFK Karlskrona. Hon debuterade i A-laget redan som 13-åring och spelade då i några år tillsammans med sin mamma Anna-Märta. Under sin elitkarriär spelade hon för Stockholmspolisens IF 1972 till 1980. Det var vid denna tid landets ledande klubb och tog hem SM-guldet fyra år i rad 1974 till 1977. Under dessa år vann Averbo 4 SM-guld med klubben. Averbos karriär fortsatte efter landslagskarriären och 1979 och 1980 blev hon åter SM-vinnare. 1981 saknas hon i Stockholmspolisens lag och hennes vidare karriär är okänd. Hon spelade som linjespelare i klubben och landslaget.

## Landslagskarriär
Landslagskarriären inleddes i ungdomslandslaget med 8 landskamper. Hennes första två matcher i mars 1969 ingår i nordiska mästerskapet för ungdomar. 1974 spelar hon sista ungdomslandskampen troligen för U22-landslaget. Enligt både ny och gammal statistik spelade hon sedan 20 A-landskamper 1972 till 1977. Hennes debut i A-landslaget  var 21 oktober 1972 mot Norge i en förlust 2-11. Sista landskampen spelade hon i en vinstmatch mot Frankrike den 10 december 1977 i B-VM. Sverige blev placerade på sjunde plats och inte kvalificerat för A-VM. Hon var ingen målgörare och stod bara för 6 mål i landslaget på sina 20 landskamper. Hon var uttalad försvarsspelare. 13 av landskamperna spelades 1977.

## Privatliv
Ann-Britt Averbos bror Göran Gustavsson var också en framgångsrik handbollsspelare.